# Ci z Dziesiątego Tysiąca
Ci z Dziesiątego Tysiąca – młodzieżowa powieść fantastycznonaukowa autorstwa Jerzego Broszkiewicza, wydana w 1962 roku przez wydawnictwo Nasza Księgarnia.
Bohaterowie występują także w kontynuacji powieści – książce Oko Centaura z 1964 roku.
Powieść przedstawia optymistyczną wizję przyszłości, w której młodzi bohaterowie przeżywają liczne przygody w kosmosie, m.in. ratując starszych kosmonautów (w tym swoich rodziców) podczas awarii ich kosmolotów.

## Fabuła
Akcja powieści dzieje się w świecie przyszłości, gdzie ludzkość skolonizowała Układ Słoneczny, wykorzystując przyjazne, inteligentne roboty.

### Ci z Dziesiątego Tysiąca
Bohaterami jest trójka nastolatków żyjących w 862 roku wczesnej ery kosmicznej: Ion Soggo oraz bliźniacy Alka i Alek Roj. Spotykają się podczas wakacji na stacji badawczej „Pierwszy Zwiadowca”, sztucznej planetoidzie („mechanoplanecie”), gdzie pracują ich rodzice. Rojowie są Ziemianami (Polakami z Torunia), zaś Ion Saturnianinem. Opiekuje się nimi android Robik. Stacja, znajdująca się w odległości około dziesięciu tysięcy milionów kilometrów od Słońca (stąd tytuł powieści) ma przetestować możliwość lotu wielkiego statku kosmicznego poza granice Układu Słonecznego. Ze standardową misją badawczą ze stacji startują dwa kosmoloty, na których pokłady wchodzą wszyscy naukowcy pracujący na Zwiadowcy. Nastolatki zostają same pod opieką maszyn. Niespodziewanie na skutek kolizji z rzeką meteorów awarii ulega jeden z kosmolotów. Na ratunek rusza mu drugi kosmolot,  zostaje niestety także wciągnięty w strumień. Jedynej pomocy może udzielić trójka nastolatków.

### Oko Centaura
Oś fabuły dotyczy kontaktu z obcymi; pojawiają się w książce bohaterowie z poprzedniego tomu. Bohaterowie wyruszają w podróż do gwiazdy Proxima Centauri w gwiazdozbiorze Centaura, gdzie napotykają statek obcych.

## Wydania i tłumaczenia

### Ci z Dziesiątego Tysiąca
Powieść została wydana w 1962 roku przez wydawnictwo Nasza Księgarnia i miała siedem wydań do roku 1989. Wznowiono ją także w latach późniejszych (2021, Wydawnictwo Estymator, ISBN 978-83-66719-21-7). Przetłumaczono ją także na kilka języków obcych:
- język bułgarski (Trimata ot desatata chiljada, 1974)[8][9],
- język czeski (Trosečníci v řece meteorů, 1977)[8][10][11]
- język japoński (宇宙少年イオン - Uchū shōnen Ion, 1971)[12][13],
- język niemiecki (Die rot-weisse Sonne, 1973)[8][14],
- język rosyjski (Трое с Десятой тысячи, 1969)[8][15],
- język słowacki (Vesmírne dobrodružstvá, 1978 – wydanie łączne z Mój księżycowy pech)[8][16][17],
- język ukraiński (Transgalaktičnij rozvìdnik, Ці з Десятої тисячі, 1965, 1974)[8][18][19].

### Oko Centaura
Powieść została wydana w 1964 przez wydawnictwo Nasza Księgarnia. W 1968 została tłumaczona na język niemiecki (Das Auge des Centaurus).
Powieść ilustrował Jan Młodożeniec.

## Analiza
W 1964 obydwie książki opisała Barbara Tylicka dla „Kultury” jako „dwutomową powieść”, napisaną „z przymrużeniem oka”, „pełną zaskakujących pomysłów i dowcipu” a równocześnie „zmuszającą do rozmyślań”. Pochwaliła postać robota (Robika), jako sympatyczną i „najbardziej ludzką postać” wśród bohaterów książki, zwracając uwagę nie tylko na jego zachowanie (opiekuńczość, poczucie humoru), ale także na jego ewolucję (coraz bardziej ludzkie zachowanie, które Robik sam uważa za „błąd konstrukcyjny”), a także jego ludzki wygląd zewnętrzny (zmarszczki i piegi na twarzy). Według Tylickiej, Robik jest „wyrazem ludzkiego poczucia zagubienia we wszechświecie, niedoskonałości ludzkiej natury a jednocześnie silnego pragnienia, aby to właśnie skromne istnienie zachować jak najdłużej”. Robika uznała równocześnie za przyjaciela człowieka i jego „udoskonalenie” – ciało robota jest sprawniejsze i mocniejsze od ludzkiego. Porównała Robika do Plastusia, sugerując, że postać ta byłaby popularną zabawką dla dzieci, gdyby miała fizyczną postać. Pisząc o drugim tomie, uznała go za dzieło „z wdziękiem i poczuciem humoru”, będące „wyrazem... niepokoju współczesnego człowieka”, ale także „dumy z osiągnięć ludzkiego rozumu”. Tylicka równocześnie skrytykowała ludzkich bohaterów powieści, którzy w porównaniu do Robika „wypadają blado” i z powodu swej doskonałości i profesjonalizmu bardziej przypominają roboty niż ludzi.
W 1979 roku Stanisław Frycie scharakteryzował książkę jako napisaną w tradycyjnej konwencji fantastyczno-przygodowej. Frycie zauważył, że przedstawiony świat, pełen gadżetów fantastycznonaukowych, „fascynuje wyobraźnię”, ale za bardziej wartościowe uznał poruszenie tematów filozoficznych i moralnych. Przedstawiony w powieści świat ocenił jako optymistyczny – wolny od konfliktów, pokazujący solidarnie współpracujących bohaterów. Zauważył także, że postać robota Robika jest przedstawiona bardzo pozytywnie i „skupia w sobie cechy, jakie winny charakteryzować ludzi przyszłości: odwagę, mądrość, poświęcenie dla innych, a także poczucie humoru”. W 2007 roku Frycie powrócił do tej pozycji, uznając ją za bardziej tradycyjną fantastykę dla „dzieci starszych” poruszającą tematy filozoficzne i moralne, pozytywnie także oceniając ją jako „jedną z bardziej udanych wizji ery kosmicznej w powojennej fantastyce dla dzieci”. Za motyw przewodni cyklu uznał pytanie „czy rozwój cywilizacji technicznej przyniesie ludzkości szczęście”, zauważył też, że cykl (zwłaszcza tom pierwszy) cieszył się cieszył się dużą popularnością wśród czytelników.
Według Andrzeja Niewiadowskiego i Antoniego Smuszkiewicza, powieść zawiera „heroiczną wizję podboju kosmosu” i podejmuje częsty dla fantastyki naukowej temat kontaktu z kosmitami. Niewiadowski w 1992 roku zauważył, że obydwie powieści zawierają częstą w utworach Broszkiewicza krytykę świata dorosłych, który ratować muszą dzieci. W Tych z Dziesiątego Tysiąca zwraca uwagę na motyw ratunku niesionego rodzicom przez dzieci, a Oko Centaura opisał jako „historię o kontakcie z inną cywilizacją nawiązanym dzięki niespotykanej inwencji, zaradności i szczerości uczuć dzieci”.
Maciej Wróblewski, pisząc w 2012 roku zwrócił uwagę, że Broszkiewicz unika w powieści nachalnego dydaktyzmu bądź idealizacji stosunków między dorosłymi a dziećmi, zamiast tego ten stosunek między pokoleniami w tej powieści jest bardziej partnerski, wymuszony częściowo niebezpieczeństwami kosmosu, które nie nagradzają infantylnego „buntu młodych”. Powieści zawierają też pochwałę podejmowania rozsądnych wyzwań i krytykę konfliktu – w jednej scenie w Oku Centaura bohaterce wydaje się mało prawdopodobne, że „ludzie mogli się kiedyś zabijać, choć tak twierdzą historycy”.